# Bushwick (film 2017)
Bushwick è un film del 2017 diretto da Jonathan Milott e da Cary Murnion.

## Trama
Lo stato del Texas e altri stati del Sud cercano di ottenere l'indipendenza  dagli Stati Uniti e per questo stanno insorgendo in diverse zone del Paese. Lucy, una studentessa universitaria, e il suo fidanzato José, escono dalla metropolitana di Bushwick nel quartiere nord di Brooklyn e si trovano di fronte a uno scenario apocalittico. 
La città è messa a ferro e fuoco da un gruppo di paramilitari, dalle divise nere, che uccidono a sangue freddo tutti coloro che si trovano sulla loro strada. José rimane ucciso dall'esplosione di un lanciafiamme e Lucy, terrorizzata, trova rifugio nel seminterrato di Stupe, ex medico dell'esercito, un uomo muscoloso e ostile. Mentre Stupe vorrebbe recarsi a Hoboken (New Jersey) per riunirsi alla sua famiglia, Lucy è diretta a casa di sua nonna che si trova a cinque isolati di distanza. Stupe decide, a malincuore, di aiutarla. Arrivata a casa della nonna, scopre però, che quest'ultima è morta per un arresto cardiaco. Lucy decide, allora, di recarsi a casa della sorella Belinda, ma la trova sotto l'effetto di droghe e completamente ignara di ciò che sta accadendo. Stupe, Lucy e Belinda vengono a conoscenza che a Grover Cleveland vi è una zona demilitarizzata che accoglie i civili. Dopo varie traversie e vicissitudini, Stupe, Lucy e Belinda riescono ad arrivare nei pressi dell'area dove potersi rifugiare. Qui si imbattono in un uomo, James e sua madre i quali prendono in ostaggio Belinda per costringere Stupe e Lucy a recarsi nella chiesa locale dove sono rifugiati molti civili, che dovranno essere convinti ad armarsi e combattere. Tutti devono recarsi in una lavanderia dove ci sono le armi da prendere. Ogni cosa sembra andare come programmato, quando Stupe viene ucciso per errore. 
Dopo la sua morte, James arriva con Belinda al luogo concordato e con Lucy procede verso la zona demilitarizzata. Lucy, però, viene uccisa da un colpo di pistola e anche Belinda viene colpita dai militari. Nel frattempo, tutto il resto di New York viene preso d'assalto dalle forze militari nemiche.